# Шапошников, Михаил Иванович
Михаил Иванович Шапошников (12 мая 1900, Кострома — 14 сентября 1943) — советский военачальник, полковник (1942). Умер от ран на Юго-Западном фронте.

## Начальная биография
Михаил Иванович Шапошников родился 12 мая 1900 года в Костроме.

## Военная служба

### Гражданская война
В марте 1920 года призван в ряды РККА и направлен во 2-ю Московскую бригаду курсантов, после чего принимал участие в боевых действиях на Южном фронте, а также против повстанцев на территории Дагестана.

### Межвоенное время
После окончания 40-х пехотных командных курсов в Костроме Шапошников в декабре 1922 года был направлен в 1-й Читинский полк (5-я армия, Сибирский военный округ), где служил на должностях командира отделения, взвода и роты. В 1925 году окончил Сибирские повторные Курсы усовершенствования командного состава в Иркутске. В ноябре 1928 года назначен на должность начальника команды одногодичников при этом полку.
В мае 1929 года Шапошников был направлен в Северокавказский военный округ, где служил на должностях командира роты и начальника штаба батальона в составе 26-го Ленинградского стрелкового полка. В феврале 1932 года вернулся в Сибирский военный округ, где служил в составе 281-го стрелкового полка (94-я стрелковая дивизия), дислоцированного в Ачинске, на должностях помощника начальника штаба полка, командира батальона и начальника штаба полка. В августе 1938 года был назначен на должность помощника начальника 2-го отдела штаба Сибирского военного округа, а с сентября 1939 года исполнял должность командира 215-го запасного стрелкового полка этого же округа.
В феврале 1940 года майор Шапошников назначен на должность начальника пехоты штаба, в апреле — на должность начальника штаба 194-й моторизированной дивизии, а в июле того же года — на должность начальника штаба 127-й стрелковой дивизии (Харьковский военный округ).

### Великая Отечественная война
С началом войны Шапошников назначен на должность начальника отдела боевой подготовки 13-й армии (Западный фронт), которая в конце июня 1941 года в районе Минского укреплённого района вела тяжёлые оборонительные боевые действия против 3-й танковой группы противника. Вскоре армии пришлось отступать за реку Березина в районе города Борисов, а затем за Днепр, где закрепились на рубеже Копысь — Новый Быхов и с 10 июля принимала участие в боевых действиях в ходе Смоленского сражения, а с 30 сентября — в ходе Орловско-Брянской оборонительной операции, во время которой попала в окружение, из которого выходила на тульском направлении. К началу ноября 13-я армия была передислоцирована на рубеж Маслово — Тим, прикрывая направления Дивны — Елец, а с 11 ноября вела оборонительные боевые действия на воронежском направлении и к началу декабря отошла на рубеж юго-восточнее г. Ефремов восточнее г. Елец. Во время контрнаступления под Москвой армия принимала участие в ходе Елецкой наступательной операции. 24 декабря армия была включена в состав Брянского фронта, после чего продолжая наступательные боевые действия на орловском направлении, к концу 1941 года вышла на рубеж Скородное — Колпны, который удерживала вплоть до середины 1942 года.
В мае 1942 года Шапошников был направлен на учёбу на Высшие академические курсы при Высшей военной академии имени К. Е. Ворошилова, после окончания которых в октябре того же года был назначен на должность начальника штаба 14-го стрелкового корпуса. В период с 11 по 18 ноября исполнял должность командира корпуса, который находился на формировании в составе 4-й резервной армии (Резерв Ставки Верховного главнокомандования). В декабре того же года корпус был включён в состав 1-й гвардейской армии (Воронежский фронт), после чего принимал участие в ходе контрнаступлении под Сталинградом, а с января по февраль 1943 года вёл наступательные боевые действия в Донбассе и к 19 февраля вышел на рубеж Синельниково — Красноармейск, но затем был вынужден отойти за реку Северский Донец, где вёл оборонительные боевые действия.
В апреле 1943 года Шапошников назначен на должность начальника штаба 26-го гвардейского стрелкового корпуса, который принимал участие в ходе Курской битвы, а с 9 августа — в освобождении Левобережной Украины. В сентябре полковник Михаил Иванович Шапошников за допущенные просчёты в планировании операций был понижен в должности и назначен на должность командира 100-го гвардейского стрелкового полка (35-я гвардейская стрелковая дивизия). 
14 сентября 1943 года был смертельно ранен.

## Награды
- Орден Отечественной войны 2 степени;
- Медаль «XX лет РККА».